# EmDrive
EmDrive — устройство, состоящее из магнетрона и асимметричного резонатора, впервые предложенное в качестве двигательной установки британским инженером Роджером Шойером в 1999 году. Предполагалось, что EmDrive не является реактивным двигателем какого-либо рода (ввиду отсутствия истекающего рабочего тела или направленного электромагнитного излучения), а создаёт тягу посредством стоячей волны электромагнитных колебаний внутри резонатора, что противоречит современным научным представлениям, в частности, закону сохранения импульса.
Опубликованные в 2021 году результаты высокоточных измерений доказали, что установка EmDrive не создаёт тяги, превышающей возможную тягу от электромагнитного излучения соответствующей мощности. Предшествующие сообщения об обнаружении у EmDrive более значительной тяги объясняются ошибками в постановке экспериментов: недостаточной изоляцией установки от внешних воздействий и тепловыми эффектами, влиявшими на измерительную аппаратуру.

## Устройство EmDrive
Используемый в установке магнетрон генерирует микроволны, энергия их колебаний накапливается в резонаторе высокой добротности, и, по заявлениям автора, стоячая волна электромагнитных колебаний в замкнутом резонаторе специальной формы является источником тяги.
Отсутствие расходуемого рабочего тела у этого двигателя нарушает закон сохранения импульса, а какое-либо общепринятое объяснение этого противоречия авторами разработок не предложено — сам Шойер опубликовал нерецензированную работу с объяснением, но физики отмечают, что теория давления излучения более сложна, чем упрощённый аппарат, использованный Шойером, а его объяснения в целом противоречивы.

### EmDrive с научной точки зрения
Теоретическая физика предсказывает, что EmDrive неработоспособен и любые положительные результаты экспериментов могут быть лишь артефактами измерений, поскольку работоспособность EmDrive противоречила бы закону сохранения импульса.
Для предполагаемого факта работоспособности EmDrive были предложены различные теоретические объяснения, противоречащие, однако, установленным в физике представлениям о природе вакуума, инерции и электромагнитных волн.

## Экспериментальная проверка
Экспериментальные данные долгое время не давали однозначного подтверждения или опровержения работоспособности подобной установки, что было связано в том числе с небольшой величиной предполагаемого эффекта, сравнимой с погрешностями измерений. Физики объясняли полученные экспериментаторами немногочисленные положительные результаты ошибками в экспериментах. Единственное опубликованное в научном журнале независимое исследование, которое показало положительный результат — это эксперимент группы Eagleworks 2016 года, в котором были устранены многие источники возможных ошибок. Однако работы научной группы из Дрезденского технического университета показали, что обнаруживаемая при испытаниях EmDrive тяга возникает из-за влияния внешних факторов, а не из-за самого аппарата. Точность проведённых Дрезденской научной группой в 2021 году измерений тяги установки EmDrive превысила точность предыдущих измерений как минимум на два порядка. При этом не обнаружено тяги, превышающей тягу от электромагнитного излучения, соответствующего мощности установки.

### Производители установок
Впервые британский инженер аэрокосмонавтики Роджер Шойер (англ. Roger John Shawyer) представил EmDrive в 1999 году. В декабре 2002 года основанной Шойером компанией Satellite Propulsion Research был представлен первый якобы действующий прототип, развивающий усилие 0,02 Н.
В октябре 2006 года той же компанией был показан прототип с заявленной силой тяги 0,1 Н.
В 2015 году был представлен очередной вариант EMDrive со сверхпроводящей полостью.
В период 2006—2011 гг. американской компанией Cannae LLC под руководством Гвидо Фетта был создан «Cannae Drive» (также известен как «Q-drive») — двигатель, для которого был заявлен аналогичной принцип работы.

### Группа Ян Цзюань (Северо-западный политехнический университет)
В период 2008—2010 гг. в китайском Северо-западном политехническом университете под руководством профессора Ян Цзюань был создан прототип, якобы развивавший усилие 0,72 Н.
В 2016 году результаты этой статьи были опровергнуты её авторами, так как была обнаружена ошибка в измерениях, после исправления которой измеренная тяга оказалась в пределах шума измерений, и в дальнейшем Ян Цзюань не занималась этой темой.

### Группа Гарольда Уайта (Eagleworks)
С 2013 года двигатель «Cannae Drive» испытывался в лаборатории Eagleworks. Эта лаборатория работает в космическом центре имени Джонсона под эгидой НАСА со сравнительно маленьким бюджетом 50 тыс. долларов в год и специализируется на исследовании технологий, противоречащих общепринятым научным представлениям. Работы проводились под руководством Гарольда Уайта. Уайт считал, что такой резонатор может работать посредством создания виртуального плазменного тороида, который реализует тягу с помощью магнитной гидродинамики при квантовых колебаниях вакуума.
В ходе экспериментов 2013—2014 годов был получен аномальный результат — тяга величиной около 0,0001 Н. Испытание проводилось на крутильном маятнике для малых сил, который способен обнаруживать силы в десятки микроньютонов, в вакуумной камере из нержавеющей стали при комнатной температуре воздуха и нормальном атмосферном давлении. Испытания резонатора были проведены на очень низкой мощности (в 50 раз меньшей, чем при эксперименте Шойера в 2002 году), но чистая тяга при пяти запусках составила 91,2 мкН при подводимой мощности 17 Вт. Кратковременная наибольшая тяга составила 116 мкН при той же мощности.
Публикация работы Eagleworks привела к тому, что иногда EmDrive описывается как «опробованный НАСА», хотя официальная позиция агентства гласит, что «это небольшой проект, который пока не привёл к практическим результатам».
В ноябре 2016 года была опубликована работа, выполненная инженерами лаборатории NASA Eagleworks, в которой учтены и устранены многие источники возможных ошибок, измерена тяга EmDrive и сделан вывод о работоспособности этой установки. Согласно этой статье, двигатель смог развить тягу в 1,2 ± 0,1 мН/кВт в вакууме с мощностями 40, 60 и 80 Вт. В статье предполагается, что работоспособность двигателя может объясняться при помощи теории волны-пилота.

### Группа Мартина Таймара (Дрезденский технический университет)
В июле 2015 года были проведены испытания под руководством Мартина Таймара в Дрезденском техническом университете.
Результаты не подтвердили, но и не опровергли работоспособность EmDrive.
В 2018 году были опубликованы новые результаты группы Мартина Таймара, согласно которым тяга, наблюдаемая в экспериментах с EmDrive (в том числе, видимо, экспериментах группы Eagleworks), связана скорее с недостаточным экранированием установки от магнитного поля Земли, чем с самой двигательной установкой: измерения показывали наличие небольшой тяги в одном и том же направлении даже при изменении ориентации установки или подавлении электромагнитных волн, поступающих в полость.
Дальнейшие испытания группы Таймара окончательно показали, что EmDrive не создаёт тяги, превышающей тягу от электромагнитного излучения, соответствующего мощности установки.

### Предполагаемые китайские испытания в космосе
В декабре 2016 года, ссылаясь на пресс-конференцию одной из дочерних компаний Китайской академии космических технологий (CAST), издание International Business Times сообщило, что правительство КНР с 2010 года финансирует исследования двигателя, а прототипы EmDrive были отправлены в космос для проверки на борту космической лаборатории «Тяньгун-2».
Доктор Чэнь Юэ (Chen Yue) из CAST, согласно публикации International Business Times, подтвердил факт изготовления прототипа двигателя для тестирования на низкой околоземной орбите.
В сентябре 2017 года появились новые сообщения об успешном создании работающего прототипа двигателя EmDrive в Китае.

### Плимутский университет
В 2018 году агентство DARPA выделило Плимутскому университету 1,3 млн долларов на изучение и создание «двигателя бестопливного типа» на базе «квантованной инерции» (альтернативная космологическая гипотеза Майка Маккаллоха, англ. Dr Mike McCulloch, противоречащая специальной и общей теории относительности).
Отдельные СМИ сообщают о связи проекта с идеями EmDrive.